# Torneo Promocional de Primera B 1967 (Argentina)
El Torneo Promocional de Primera B 1967 fue un torneo jugado por los equipos que salieron entre el tercero y séptimo u octavo en cada una de las zonas del Primera División B de 1967. El ganador del torneo fue la Asociación de Calcio Italiano.

## Sistema de disputa
Los equipos se enfrentaron bajo el sistema de todos contra todos a 2 ruedas.

## Equipos participantes
| Equipo               | Ciudad       |
| -------------------- | ------------ |
| Almirante Brown      | San Justo    |
| Argentino de Quilmes | Quilmes      |
| Arsenal              | Sarandí      |
| Dock Sud             | Dock Sud     |
| Estudiantes          | Caseros      |
| Excursionistas       | Buenos Aires |
| Italiano             | Buenos Aires |
| Morón                | Morón        |
| Sarmiento            | Junín        |
| Temperley            | Turdera      |
| Villa Dálmine        | Campana      |

### Distribución geográfica de los equipos
| Región                                   | Cant. | Equipos                                                                                                 |
| ---------------------------------------- | ----- | --- |
| Conurbano bonaerense                     | 8     | Almirante Brown, Argentino de Quilmes, Arsenal, Dock Sud, Estudiantes, Morón, Temperley y Villa Dálmine |
| Ciudad de Buenos Aires                   | 2     | Excursionistas e Italiano                                                                               |
| Interior de la provincia de Buenos Aires | 1     | Sarmiento                                                                                               |

## Tabla de posiciones
| Pos. | Equipo               | Pts. | PJ | PG | PE | PP | GF | GC | Dif. |
| ---- | -------------------- | ---- | -- | -- | -- | -- | -- | -- | ---- |
| 1.º  | Italiano             | 29   | 20 | 13 | 3  | 4  | 39 | 27 | 12   |
| 2.º  | Sarmiento            | 26   | 20 | 9  | 8  | 3  | 34 | 25 | 9    |
| 3.º  | Almirante Brown      | 24   | 20 | 9  | 6  | 5  | 29 | 24 | 5    |
| 4.º  | Arsenal              | 20   | 20 | 8  | 4  | 8  | 33 | 30 | 3    |
| 5.º  | Dock Sud             | 20   | 20 | 6  | 8  | 6  | 27 | 26 | 1    |
| 6.º  | Excursionistas       | 19   | 20 | 6  | 7  | 7  | 45 | 43 | 2    |
| 7.º  | Temperley            | 18   | 20 | 8  | 2  | 10 | 29 | 27 | 2    |
| 8.º  | Villa Dálmine        | 18   | 20 | 5  | 8  | 7  | 30 | 29 | 1    |
| 9.º  | Estudiantes          | 17   | 20 | 5  | 7  | 8  | 20 | 28 | −8   |
| 10.º | Morón                | 17   | 20 | 7  | 3  | 10 | 31 | 45 | −14  |
| 11.º | Argentino de Quilmes | 12   | 20 | 4  | 4  | 12 | 27 | 40 | −13  |

|  | Ganador. |

## Resultados
El Torneo Promocional se dispuso que se jugara en estadios neutrales.
Primera Rueda
| Fecha 1          | Fecha 1   | Fecha 1              | Fecha 1   | Fecha 1      | Fecha 1 |
|                  | Resultado |                      | Estadio   | Fecha        |         |
| ---------------- | --------- | -------------------- | --------- | ------------ | ------- |
| Deportivo Morón  | 2 - 0     | Sportivo Dock Sud    | Almagro   | 13 de agosto |         |
| Excursionistas   | 1 - 2     | Argentino de Quilmes | Tigre     | 13 de agosto |         |
| Temperley        | 1 - 2     | Deportivo Italiano   | Los Andes | 13 de agosto |         |
| Arsenal          | 0 - 0     | Estudiantes (BA)     | ACIR      | 13 de agosto |         |
| Villa Dálmine    | 1 - 3     | Almirante Brown      | Atlanta   | 13 de agosto |         |
| Libre: Sarmiento |           |                      |           |              |         |

| Fecha 2              | Fecha 2   | Fecha 2         | Fecha 2                | Fecha 2      | Fecha 2 |
|                      | Resultado |                 | Estadio                | Fecha        |         |
| -------------------- | --------- | --------------- | ---------------------- | ------------ | ------- |
| Almirante Brown      | 0 - 2     | Arsenal         | Chacarita Juniors      | 20 de agosto |         |
| Estudiantes (BA)     | 0 - 0     | Temperley       | Argentinos Juniors     | 20 de agosto |         |
| Deportivo Italiano   | 2 - 7     | Excursionistas  | Defensores de Belgrano | 20 de agosto |         |
| Argentino de Quilmes | 3 - 0     | Deportivo Morón | Argentino de Quilmes   | 20 de agosto |         |
| Sportivo Dock Sud    | 1 - 1     | Sarmiento       | Los Andes              | 20 de agosto |         |
| Libre: Villa Dálmine |           |                 |                        |              |         |

| Fecha 3                  | Fecha 3   | Fecha 3              | Fecha 3         | Fecha 3         | Fecha 3 |
|                          | Resultado |                      | Estadio         | Fecha           |         |
| ------------------------ | --------- | -------------------- | --------------- | --------------- | ------- |
| Sarmiento                | 2 - 1     | Argentino de Quilmes | Almagro         | 3 de septiembre |         |
| Deportivo Morón          | 2 - 4     | Deportivo Italiano   | Deportivo Morón | 3 de septiembre |         |
| Excursionistas           | 2 - 1     | Estudiantes (BA)     | Tigre           | 3 de septiembre |         |
| Temperley                | 1 - 2     | Almirante Brown      | Los Andes       | 3 de septiembre |         |
| Arsenal                  | 3 - 1     | Villa Dálmine        | San Lorenzo     | 3 de septiembre |         |
| Libre: Sportivo Dock Sud |           |                      |                 |                 |         |

| Fecha 4              | Fecha 4   | Fecha 4           | Fecha 4                | Fecha 4          | Fecha 4 |
|                      | Resultado |                   | Estadio                | Fecha            |         |
| -------------------- | --------- | ----------------- | ---------------------- | ---------------- | ------- |
| Villa Dálmine        | 0 - 0     | Temperley         | Tigre                  | 10 de septiembre |         |
| Almirante Brown      | 1 - 1     | Excursionistas    | Atlanta                | 10 de septiembre |         |
| Estudiantes (BA)     | 3 - 3     | Deportivo Morón   | Almagro                | 10 de septiembre |         |
| Deportivo Italiano   | 1 - 1     | Sarmiento         | Defensores de Belgrano | 10 de septiembre |         |
| Argentino de Quilmes | 2 - 2     | Sportivo Dock Sud | Temperley              | 10 de septiembre |         |
| Libre: Arsenal       |           |                   |                        |                  |         |

| Fecha 5                     | Fecha 5   | Fecha 5            | Fecha 5           | Fecha 5          | Fecha 5 |
|                             | Resultado |                    | Estadio           | Fecha            |         |
| --------------------------- | --------- | ------------------ | ----------------- | ---------------- | ------- |
| Sportivo Dock Sud           | 0 - 0     | Deportivo Italiano | Boca Juniors      | 17 de septiembre |         |
| Sarmiento                   | 2 - 0     | Estudiantes (BA)   | Chacarita Juniors | 17 de septiembre |         |
| Deportivo Morón             | 1 - 0     | Almirante Brown    | Tigre             | 17 de septiembre |         |
| Excursionistas              | 1 - 4     | Villa Dálmine      | Atlanta           | 17 de septiembre |         |
| Temperley                   | 2 - 1     | Arsenal            | Temperley         | 17 de septiembre |         |
| Libre: Argentino de Quilmes |           |                    |                   |                  |         |

| Fecha 6            | Fecha 6   | Fecha 6              | Fecha 6                | Fecha 6          | Fecha 6 |
|                    | Resultado |                      | Estadio                | Fecha            |         |
| ------------------ | --------- | -------------------- | ---------------------- | ---------------- | ------- |
| Arsenal            | 2 - 4     | Excursionistas       | Arsenal                | 24 de septiembre |         |
| Villa Dálmine      | 1 - 3     | Deportivo Morón      | Atlanta                | 24 de septiembre |         |
| Almirante Brown    | 2 - 2     | Sarmiento            | Los Andes              | 24 de septiembre |         |
| Estudiantes (BA)   | 1 - 2     | Sportivo Dock Sud    | Almagro                | 24 de septiembre |         |
| Deportivo Italiano | 2 - 0     | Argentino de Quilmes | Defensores de Belgrano | 24 de septiembre |         |
| Libre: Temperley   |           |                      |                        |                  |         |

| Fecha 7                   | Fecha 7   | Fecha 7          | Fecha 7            | Fecha 7      | Fecha 7 |
|                           | Resultado |                  | Estadio            | Fecha        |         |
| ------------------------- | --------- | ---------------- | ------------------ | ------------ | ------- |
| Argentino de Quilmes      | 2 - 2     | Estudiantes (BA) | Argentinos Juniors | 8 de octubre |         |
| Sportivo Dock Sud         | 1 - 1     | Almirante Brown  | Boca Juniors       | 8 de octubre |         |
| Sarmiento                 | 2 - 2     | Villa Dálmine    | Sarmiento          | 8 de octubre |         |
| Deportivo Morón           | 1 - 4     | Arsenal          | Chacarita Juniors  | 8 de octubre |         |
| Excursionistas            | 3 - 5     | Temperley        | Tigre              | 8 de octubre |         |
| Libre: Deportivo Italiano |           |                  |                    |              |         |

| Fecha 8               | Fecha 8   | Fecha 8              | Fecha 8                | Fecha 8       | Fecha 8 |
|                       | Resultado |                      | Estadio                | Fecha         |         |
| --------------------- | --------- | -------------------- | ---------------------- | ------------- | ------- |
| Temperley             | 1 - 2     | Deportivo Morón      | Temperley              | 15 de octubre |         |
| Arsenal               | 1 - 1     | Sarmiento            | Boca Juniors           | 15 de octubre |         |
| Villa Dálmine         | 2 - 2     | Sportivo Dock Sud    | Defensores de Belgrano | 15 de octubre |         |
| Almirante Brown       | 1 - 0     | Argentino de Quilmes | Atlanta                | 15 de octubre |         |
| Estudiantes (BA)      | 1 - 0     | Deportivo Italiano   | Almagro                | 15 de octubre |         |
| Libre: Excursionistas |           |                      |                        |               |         |

| Fecha 9                 | Fecha 9   | Fecha 9         | Fecha 9                | Fecha 9       | Fecha 9 |
|                         | Resultado |                 | Estadio                | Fecha         |         |
| ----------------------- | --------- | --------------- | ---------------------- | ------------- | ------- |
| Deportivo Italiano      | 2 - 1     | Almirante Brown | Defensores de Belgrano | 22 de octubre |         |
| Argentino de Quilmes    | 1 - 1     | Villa Dálmine   | Chacarita Juniors      | 22 de octubre |         |
| Sportivo Dock Sud       | 1 - 1     | Arsenal         | San Telmo              | 22 de octubre |         |
| Sarmiento               | 3 - 1     | Temperley       | Tigre                  | 22 de octubre |         |
| Deportivo Morón         | 2 - 2     | Excursionistas  | Argentinos Juniors     | 22 de octubre |         |
| Libre: Estudiantes (BA) |           |                 |                        |               |         |

| Fecha 10               | Fecha 10  | Fecha 10             | Fecha 10               | Fecha 10      | Fecha 10 |
|                        | Resultado |                      | Estadio                | Fecha         |          |
| ---------------------- | --------- | -------------------- | ---------------------- | ------------- | -------- |
| Excursionistas         | 3 - 4     | Sarmiento            | Defensores de Belgrano | 29 de octubre |          |
| Temperley              | 0 - 1     | Sportivo Dock Sud    | Chacarita Juniors      | 29 de octubre |          |
| Arsenal                | 5 - 2     | Argentino de Quilmes | Argentinos Juniors     | 29 de octubre |          |
| Villa Dálmine          | 1 - 2     | Deportivo Italiano   | Villa Dálmine          | 29 de octubre |          |
| Almirante Brown        | 1 - 1     | Estudiantes (BA)     | Almagro                | 29 de octubre |          |
| Libre: Deportivo Morón |           |                      |                        |               |          |

| Fecha 11               | Fecha 11  | Fecha 11        | Fecha 11             | Fecha 11       | Fecha 11 |
|                        | Resultado |                 | Estadio              | Fecha          |          |
| ---------------------- | --------- | --------------- | -------------------- | -------------- | -------- |
| Estudiantes (BA)       | 1 - 0     | Villa Dálmine   | Almagro              | 4 de noviembre |          |
| Argentino de Quilmes   | 1 - 0     | Temperley       | Argentino de Quilmes | 4 de noviembre |          |
| Sportivo Dock Sud      | 2 - 3     | Excursionistas  | Boca Juniors         | 4 de noviembre |          |
| Sarmiento              | 1 - 0     | Deportivo Morón | Tigre                | 4 de noviembre |          |
| Deportivo Italiano     | 2 - 1     | Arsenal         | Atlanta              | 5 de noviembre |          |
| Libre: Almirante Brown |           |                 |                      |                |          |

Segunda Rueda
| Fecha 12             | Fecha 12  | Fecha 12        | Fecha 12               | Fecha 12        | Fecha 12 |
|                      | Resultado |                 | Estadio                | Fecha           |          |
| -------------------- | --------- | --------------- | ---------------------- | --------------- | -------- |
| Argentino de Quilmes | 3 - 3     | Excursionistas  | Arsenal                | 8 de noviembre  |          |
| Deportivo Italiano   | 1 - 0     | Temperley       | Defensores de Belgrano | 8 de noviembre  |          |
| Estudiantes (BA)     | 1 - 0     | Arsenal         | Argentinos Juniors     | 8 de noviembre  |          |
| Almirante Brown      | 1 - 3     | Villa Dálmine   | Chacarita Juniors      | 8 de noviembre  |          |
| Sportivo Dock Sud    | 2 - 3     | Deportivo Morón | Arsenal                | 11 de noviembre |          |
| Libre: Sarmiento     |           |                 |                        |                 |          |

| Fecha 13             | Fecha 13  | Fecha 13             | Fecha 13          | Fecha 13        | Fecha 13 |
|                      | Resultado |                      | Estadio           | Fecha           |          |
| -------------------- | --------- | -------------------- | ----------------- | --------------- | -------- |
| Arsenal              | 1 - 1     | Almirante Brown      | Boca Juniors      | 19 de noviembre |          |
| Temperley            | 3 - 0     | Estudiantes (BA)     | Atlanta           | 19 de noviembre |          |
| Excursionistas       | 1 - 2     | Deportivo Italiano   | Excursionistas    | 19 de noviembre |          |
| Deportivo Morón      | 1 - 0     | Argentino de Quilmes | Chacarita Juniors | 19 de noviembre |          |
| Sarmiento            | 1 - 1     | Sportivo Dock Sud    | Tigre             | 19 de noviembre |          |
| Libre: Villa Dálmine |           |                      |                   |                 |          |

| Fecha 14                 | Fecha 14  | Fecha 14        | Fecha 14               | Fecha 14        | Fecha 14 |
|                          | Resultado |                 | Estadio                | Fecha           |          |
| ------------------------ | --------- | --------------- | ---------------------- | --------------- | -------- |
| Argentino de Quilmes     | 2 - 3     | Sarmiento       | Defensores de Belgrano | 26 de noviembre |          |
| Deportivo Italiano       | 4 - 1     | Deportivo Morón | Ferro Carril Oeste     | 26 de noviembre |          |
| Estudiantes (BA)         | 1 - 3     | Excursionistas  | Argentinos Juniors     | 26 de noviembre |          |
| Almirante Brown          | 1 - 0     | Temperley       | Los Andes              | 26 de noviembre |          |
| Villa Dálmine            | 1 - 3     | Arsenal         | Almagro                | 26 de noviembre |          |
| Libre: Sportivo Dock Sud |           |                 |                        |                 |          |

| Fecha 15          | Fecha 15  | Fecha 15             | Fecha 15           | Fecha 15       | Fecha 15 |
|                   | Resultado |                      | Estadio            | Fecha          |          |
| ----------------- | --------- | -------------------- | ------------------ | -------------- | -------- |
| Temperley         | 1 - 2     | Villa Dálmine        | Tigre              | 3 de diciembre |          |
| Excursionistas    | 1 - 1     | Almirante Brown      | Argentinos Juniors | 3 de diciembre |          |
| Deportivo Morón   | 0 - 1     | Estudiantes (BA)     | Chacarita Juniors  | 3 de diciembre |          |
| Sarmiento         | 2 - 1     | Deportivo Italiano   | Deportivo Morón    | 3 de diciembre |          |
| Sportivo Dock Sud | 0 - 1     | Argentino de Quilmes | Boca Juniors       | 3 de diciembre |          |
| Libre: Arsenal    |           |                      |                    |                |          |

| Fecha 16                    | Fecha 16  | Fecha 16          | Fecha 16               | Fecha 16        | Fecha 16 |
|                             | Resultado |                   | Estadio                | Fecha           |          |
| --------------------------- | --------- | ----------------- | ---------------------- | --------------- | -------- |
| Deportivo Italiano          | 0 - 1     | Sportivo Dock Sud | Ferro Carril Oeste     | 10 de diciembre |          |
| Estudiantes (BA)            | 0 - 0     | Sarmiento         | Almagro                | 10 de diciembre |          |
| Almirante Brown             | 1 - 0     | Deportivo Morón   | Atlanta                | 10 de diciembre |          |
| Villa Dálmine               | 1 - 1     | Excursionistas    | Defensores de Belgrano | 10 de diciembre |          |
| Arsenal                     | 0 - 1     | Temperley         | Los Andes              | 10 de diciembre |          |
| Libre: Argentino de Quilmes |           |                   |                        |                 |          |

| Fecha 17             | Fecha 17  | Fecha 17           | Fecha 17           | Fecha 17        | Fecha 17 |
|                      | Resultado |                    | Estadio            | Fecha           |          |
| -------------------- | --------- | ------------------ | ------------------ | --------------- | -------- |
| Excursionistas       | 2 - 3     | Arsenal            | Excursionistas     | 17 de diciembre |          |
| Deportivo Morón      | 1 - 4     | Villa Dálmine      | Tigre              | 17 de diciembre |          |
| Sarmiento            | 1 - 2     | Almirante Brown    | Nueva Chicago      | 17 de diciembre |          |
| Sportivo Dock Sud    | 2 - 1     | Estudiantes (BA)   | Argentinos Juniors | 17 de diciembre |          |
| Argentino de Quilmes | 0 - 3     | Deportivo Italiano | Chacarita Juniors  | 17 de diciembre |          |
| Libre: Temperley     |           |                    |                    |                 |          |

| Fecha 18                  | Fecha 18  | Fecha 18             | Fecha 18      | Fecha 18        | Fecha 18 |
|                           | Resultado |                      | Estadio       | Fecha           |          |
| ------------------------- | --------- | -------------------- | ------------- | --------------- | -------- |
| Estudiantes (BA)          | 2 - 1     | Argentino de Quilmes | Liniers       | 20 de diciembre |          |
| Almirante Brown           | 2 - 0     | Sportivo Dock Sud    | Nueva Chicago | 20 de diciembre |          |
| Villa Dálmine             | 0 - 1     | Sarmiento            | Villa Dálmine | 20 de diciembre |          |
| Arsenal                   | 4 - 1     | Deportivo Morón      | Arsenal       | 20 de diciembre |          |
| Temperley                 | 1 - 0     | Excursionistas       | Temperley     | 20 de diciembre |          |
| Libre: Deportivo Italiano |           |                      |               |                 |          |

| Fecha 19              | Fecha 19  | Fecha 19         | Fecha 19               | Fecha 19        | Fecha 19 |
|                       | Resultado |                  | Estadio                | Fecha           |          |
| --------------------- | --------- | ---------------- | ---------------------- | --------------- | -------- |
| Deportivo Morón       | 2 - 5     | Temperley        | Los Andes              | 23 de diciembre |          |
| Sarmiento             | 3 - 1     | Arsenal          | Almagro                | 23 de diciembre |          |
| Sportivo Dock Sud     | 1 - 1     | Villa Dálmine    | Defensores de Belgrano | 23 de diciembre |          |
| Argentino de Quilmes  | 4 - 5     | Almirante Brown  | Boca Juniors           | 23 de diciembre |          |
| Deportivo Italiano    | 4 - 3     | Estudiantes (BA) | Atlanta                | 23 de diciembre |          |
| Libre: Excursionistas |           |                  |                        |                 |          |

| Fecha 20                | Fecha 20  | Fecha 20             | Fecha 20       | Fecha 20        | Fecha 20 |
|                         | Resultado |                      | Estadio        | Fecha           |          |
| ----------------------- | --------- | -------------------- | -------------- | --------------- | -------- |
| Almirante Brown         | 1 - 2     | Deportivo Italiano   | Nueva Chicago  | 27 de diciembre |          |
| Villa Dálmine           | 2 - 0     | Argentino de Quilmes | Almagro        | 27 de diciembre |          |
| Arsenal                 | 0 - 3     | Sportivo Dock Sud    | Arsenal        | 27 de diciembre |          |
| Temperley               | 3 - 2     | Sarmiento            | Temperley      | 27 de diciembre |          |
| Excursionistas          | 3 - 3     | Deportivo Morón      | Excursionistas | 27 de diciembre |          |
| Libre: Estudiantes (BA) |           |                      |                |                 |          |

| Fecha 21               | Fecha 21  | Fecha 21        | Fecha 21             | Fecha 21        | Fecha 21 |
|                        | Resultado |                 | Estadio              | Fecha           |          |
| ---------------------- | --------- | --------------- | -------------------- | --------------- | -------- |
| Sarmiento              | 0 - 0     | Excursionistas  | Sarmiento            | 13 de diciembre |          |
| Sportivo Dock Sud      | 2 - 0     | Temperley       | Talleres (RdE)       | 13 de diciembre |          |
| Argentino de Quilmes   | 0 - 1     | Arsenal         | Argentino de Quilmes | 13 de diciembre |          |
| Deportivo Italiano     | 2 - 2     | Villa Dálmine   | Nueva Chicago        | 13 de diciembre |          |
| Estudiantes (BA)       | 0 - 2     | Almirante Brown | Liniers              | 13 de diciembre |          |
| Libre: Deportivo Morón |           |                 |                      |                 |          |

| Fecha 22               | Fecha 22  | Fecha 22             | Fecha 22               | Fecha 22        | Fecha 22 |
|                        | Resultado |                      | Estadio                | Fecha           |          |
| ---------------------- | --------- | -------------------- | ---------------------- | --------------- | -------- |
| Villa Dálmine          | 1 - 1     | Estudiantes (BA)     | Defensores de Belgrano | 30 de diciembre |          |
| Arsenal                | 1 - 3     | Deportivo Italiano   | Arsenal                | 30 de diciembre |          |
| Temperley              | 4 - 2     | Argentino de Quilmes | Temperley              | 30 de diciembre |          |
| Excursionistas         | 4 - 3     | Sportivo Dock Sud    | Excursionistas         | 30 de diciembre |          |
| Deportivo Morón        | 3 - 2     | Sarmiento            | Deportivo Morón        | 30 de diciembre |          |
| Libre: Almirante Brown |           |                      |                        |                 |          |

| 1. |

## Goleadores
| Jugador   | Goles | Equipo         |
| --------- | ----- | -------------- |
| M. Alves  | 17    | Excursionistas |
| R. Mazzeo | 17    | Italiano       |